# 乌兰巴特尔
乌兰巴特尔（1949年—），内蒙古呼和浩特市人，蒙古族，中华人民共和国政治人物、第十一届全国人民代表大会内蒙古地区代表。
毕业于内蒙古农牧学院畜牧专业。加入中共，担任内蒙古自治区人民政府秘书长。2008年，担任全国人大农业与农村委员会委员，内蒙古自治区人大常委会委员。